# Okręg wyborczy Morley and Leeds South
Okręg wyborczy Morley and Leeds South powstał w 1983 r. i wysyłał do brytyjskiej Izby Gmin jednego deputowanego. Okręg obejmował południową część miasta Leeds i okoliczne przedmieścia. Został zniesiony w 1997 r.

## Deputowani do brytyjskiej Izby Gmin z okręgu Morley and Leeds South
- 1983–1992: Merlyn Rees, Partia Pracy
- 1992–1997: John Gunnell, Partia Pracy